# Яблонь (Люблінське воєводство)
Яблонь (або Яблінь, пол. Jabłoń) — село в Польщі, у гміні Яблонь Парчівського повіту Люблінського воєводства. Населення — 1220 осіб (2011).

## Історія
1571 року вперше згадується православна церква в селі.
У часи входження до складу Російської імперії належало до Радинського повіту Сідлецької губернії.
За даними етнографічної експедиції 1869—1870 років під керівництвом Павла Чубинського, у селі здебільшого проживали греко-католики, усе населення розмовляло українською мовою. 1872 року місцева греко-католицька парафія налічувала 1538 вірян.
Село постраждало під час боїв Першої світової війни між російською та австро-угорською арміями. Внаслідок бойових дій та російської евакуації влітку 1915 року місцевого українського православного населення вглиб Російської імперії, село було повністю спалене.
У міжвоєнні 1918—1939 роки польська адміністрація в рамках великої акції руйнування українських храмів на Холмщині і Підляшші знищила місцеву православну церкву.
У 1975—1998 роках село належало до Білопідляського воєводства.

## Населення
Демографічна структура станом на 31 березня 2011 року:
|          | Загалом | Допрацездатний вік | Працездатний вік | Постпрацездатний вік |
| -------- | ------- | ------------------ | ---------------- | -------------------- |
| Чоловіки | 624     | 131                | 439              | 54                   |
| Жінки    | 596     | 99                 | 352              | 145                  |
| Разом    | 1220    | 230                | 791              | 199                  |